# Haukur Angantýsson
Haukur Angantýsson (* 2. Dezember 1948 in Flateyri; † 4. Mai 2012 in Reykjavík) war ein isländischer Schachspieler.

## Leben
Haukur Angantýsson machte sein Abitur in Reykjavík und studierte im Anschluss bis 1973 Chemie an der Georg-August-Universität Göttingen. An der Seemannsschule in Reykjavík (Sjómannaskólinn) wurde er 1975 nautischer Offizier. Danach arbeitete er in mehreren chemie- und seefahrtbezogenen Berufen.

## Erfolge
Haukur Angantýsson gewann die isländische Einzelmeisterschaft 1976. 1979 gewann er das 7. World Open in Philadelphia vor Arthur Bisguier, Walter Browne, John Fedorowicz, Florin Gheorghiu und Tony Miles.
Für die isländische Nationalmannschaft spielte er bei vier U26-Schacholympiaden (auch Studentenolympiade genannt), und zwar 1968 in Ybbs an der Donau, 1969 in Dresden, 1970 in Haifa und 1974 in Teesside am zweiten und dritten Brett sowie bei der Schacholympiade 1970 in Siegen am zweiten Reservebrett. Vereinsschach spielte er in Deutschland in den 1970er- und 1980er-Jahren für den SC Tempo Göttingen und den Delmenhorster Schachklub.
Seit 1981 trug er den Titel Internationaler Meister. Seine höchste Elo-Zahl betrug 2425 im Jahre 1980.